# (33613) Pendharkar
1999 JO63 (asteroide 33613) é um asteroide da cintura principal. Possui uma excentricidade de 0.17885140 e uma inclinação de 7.70843º.
Este asteroide foi descoberto no dia 10 de maio de 1999 por LINEAR em Socorro.